# St. Antonius (Hasselfelde)

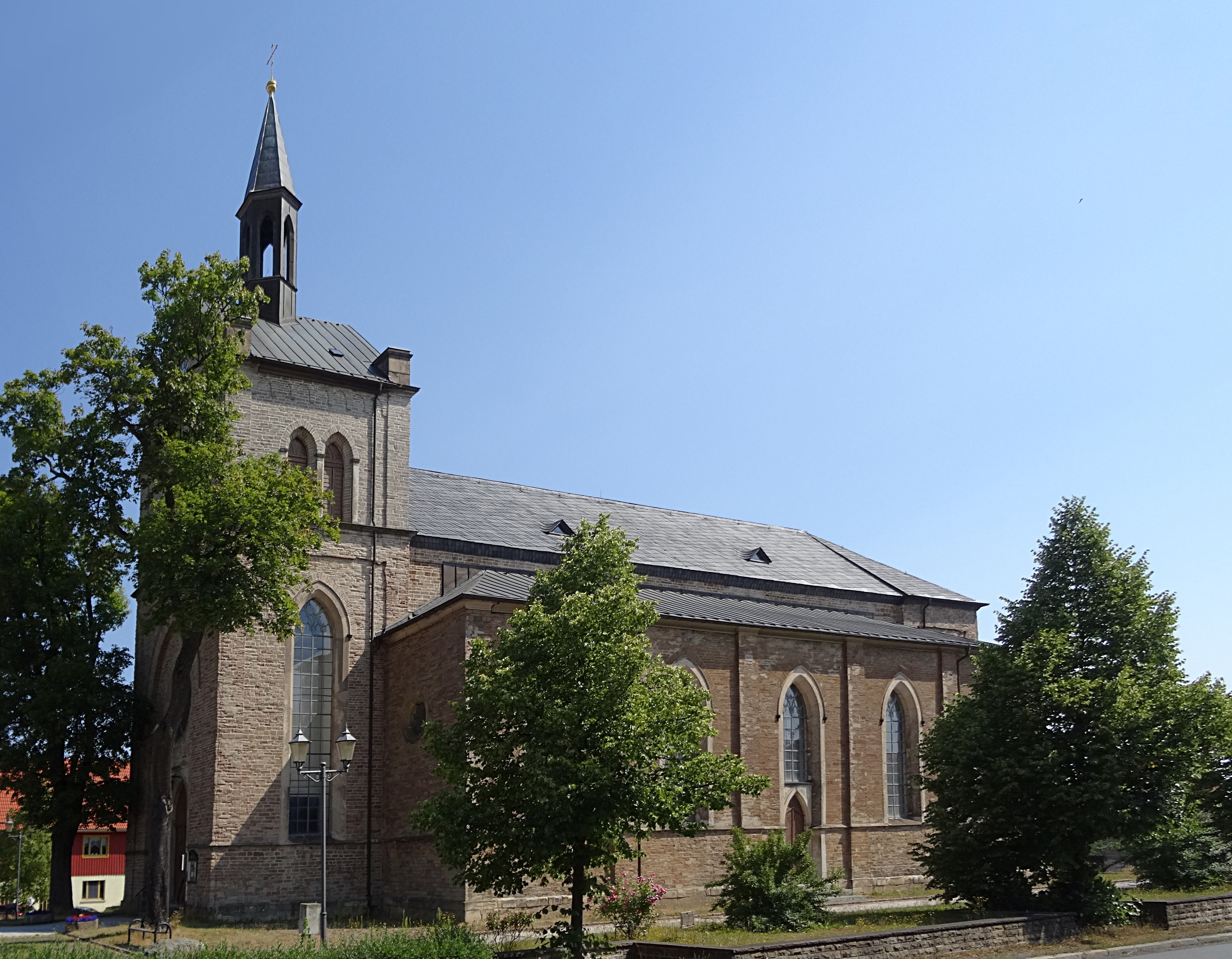
St. Antonius in Hasselfelde

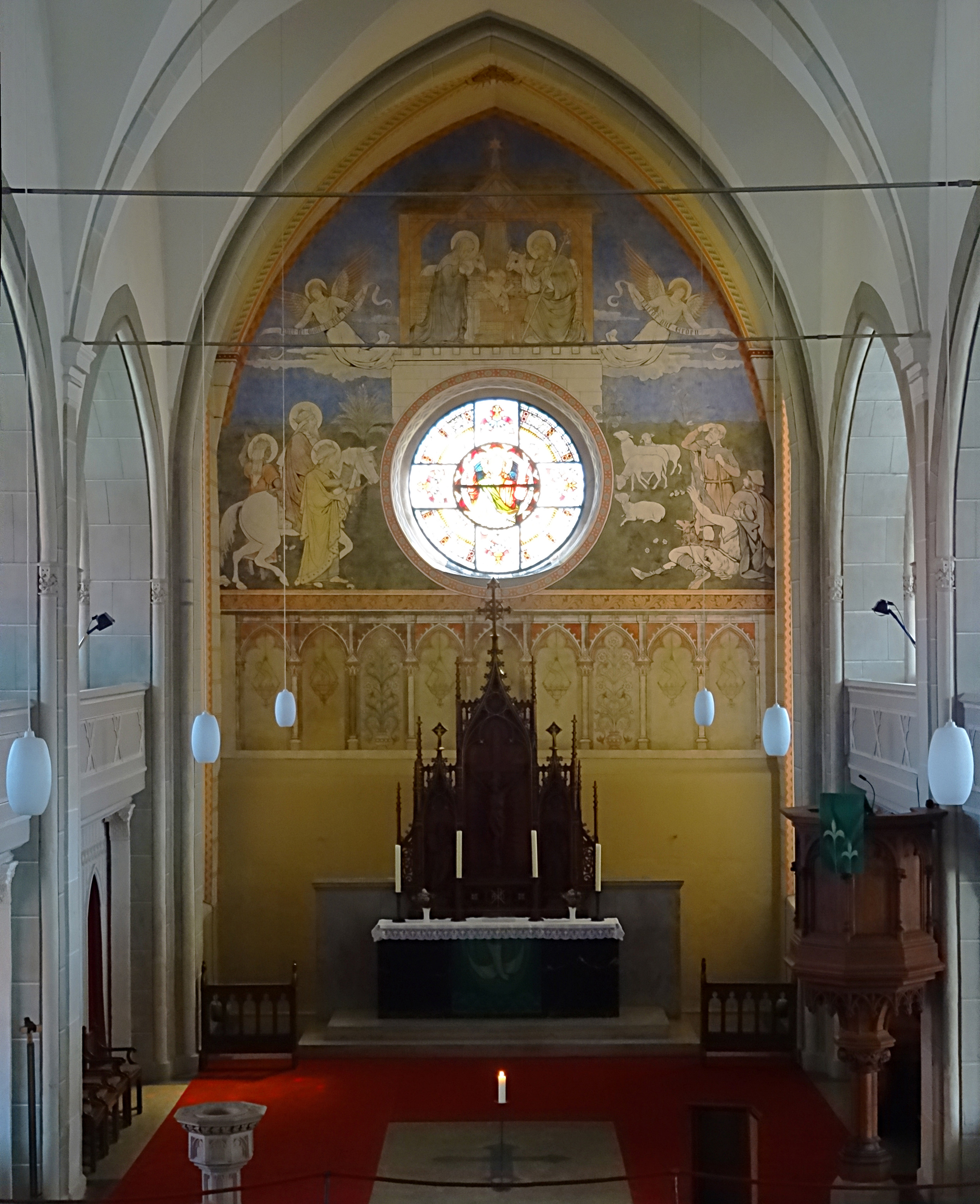
Innenansicht zum Altar

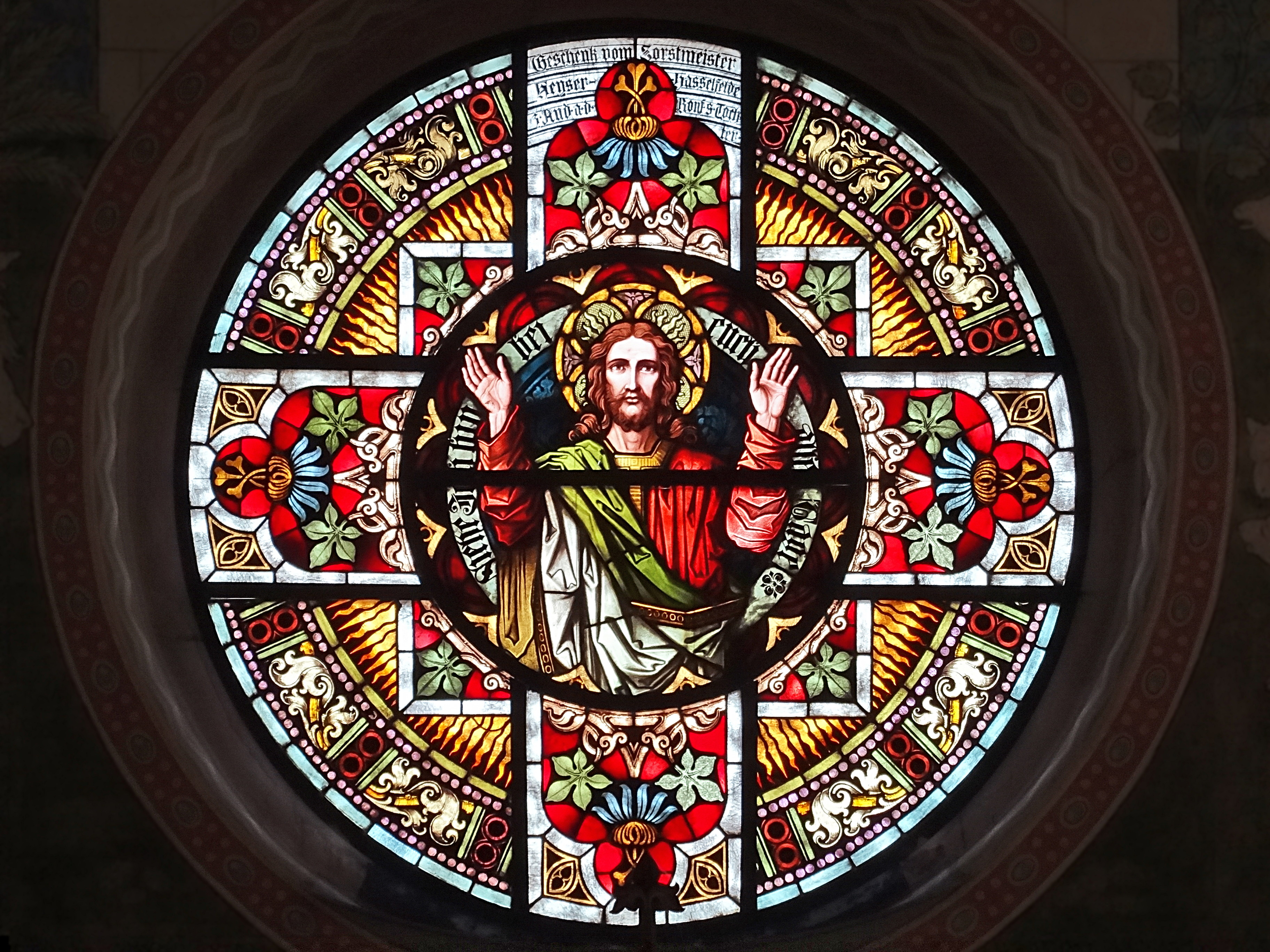
Glasmalerei

Die evangelische Kirche St. Antonius ist eine Basilika des Historismus im Ortsteil Hasselfelde der Gemeinde Oberharz am Brocken im Landkreis Harz in Sachsen-Anhalt. Sie gehört zum Kirchgemeindeverbund Hasselfelde-Stiege-Allrode in der Propstei Bad Harzburg der Evangelisch-Lutherischen Landeskirche in Braunschweig und kann nach Anfrage besichtigt werden.

## Geschichte und Architektur
Die große dreischiffige Basilika mit gerade schließendem Chorjoch in Höhe und Breite des Mittelschiffs und kompaktem, nur wenig höherem, laternenbekröntem Westbau wurde in den Jahren 1845–51 nach Plänen von Carl Theodor Ottmer aus dem Jahr 1843 erbaut. Über den weit hochgeführten, ehemals flachgedeckten Seitenschiffen ist ein Obergaden mit kleinen Rundfenstern angelegt. Der nahezu schmucklose, steinsichtige Außenbau wird durch hohe spitzbogige Fenster, im Osten nur durch ein Rundfenster in einer Blendbogennische und nur mit lisenenartig flach vor die Wandfläche vortretenden Strebepfeilern gegliedert. Durch das umlaufende Fenstersohlbankgesims ist ein Sockel angedeutet. Auf der Südseite ist das für Ottmer typische Zusammenziehen von Portal und Fenster unter einem Bogen zu finden.
Der helle Innenraum ist in einem Mischstil aus Klassizismus und Neugotik gestaltet. In den drei Schiffen sind hölzerne Gratgewölbe eingebaut. Die schmalhohen Seitenschiffe sind durch spitzbogige Pfeilerarkaden zum Mittelschiff geöffnet. Die Stützen sind als Kantensäulenpfeiler gestaltet, wobei der Dreiviertelrundstab im Arkadenbogen fortgeführt ist. Die Seitenschiffsemporen sind bis zur östlichen Langhauswand gezogen, die westliche ist vorschwingend mit Orgel gestaltet. Der Altarraum ist gerade geschlossen.
Die Ostwand ist – als Rest der Farbfassung von 1902 – mit einem Wandgemälde der Weihnachtsgeschichte über einem breiten Ornamentfries des Kirchenmalers Adolf Quensen ausgemalt; das Gemälde wurde im Jahr 2001 restauriert. Die heutige Raumfassung ist eine Rekonstruktion des Zustands von 1851.

## Ausstattung
Der Altar aus dem Jahr 1841 ist aus Marmor gefertigt und wurde aus der Marktkirche Unser Lieben Frauen in Halle (Saale) hierher übertragen; er trägt einen neugotischen Aufsatz aus dem Jahr 1902.
Die Orgel ist ein Werk von Wilhelm Boden aus dem Jahr 1851 mit 25 Registern auf zwei Manualen und Pedal.